# Arctornis nivosa
Arctornis nivosa är en fjärilsart som beskrevs av Denis och Ignaz Schiffermüller 1775. Arctornis nivosa ingår i släktet Arctornis och familjen tofsspinnare. Inga underarter finns listade i Catalogue of Life.